# غلوغ

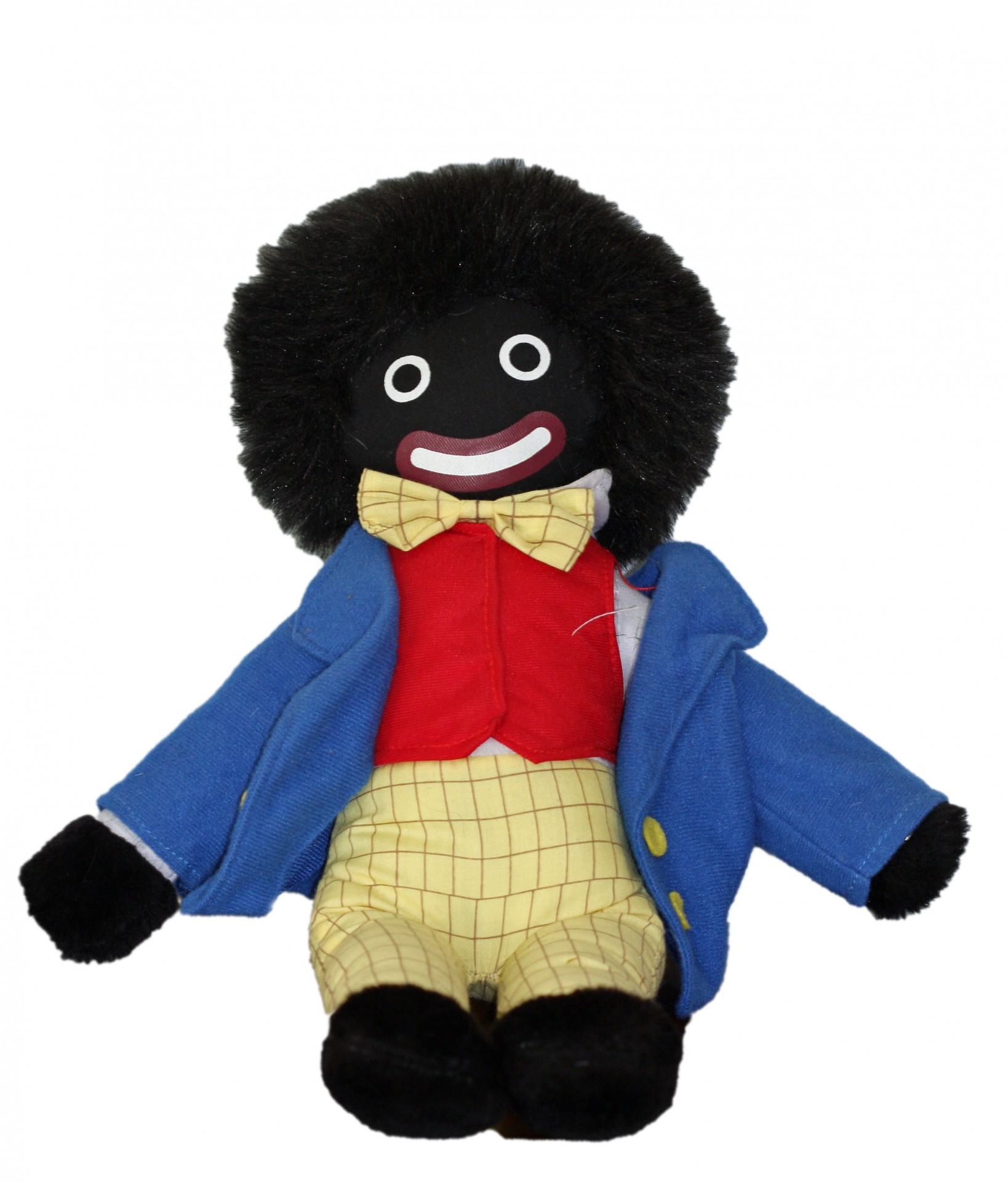
غَلوَغ على شكل لعبة طفل طرية

الغَلْوَغ هي شخصية تشبه الدمية أنشأها رسام الكريكاتير والمؤلف فلورنسا كيت أبتون، والتي ظهرت في كتب الأطفال في أواخر القرن التاسع عشر، وعادة ما تُصور نوعًا من دمية خرقية. أُعيد إنتاجها سواء من قبل صانعي الألعاب التجاريين أو الذين يمارسون هواية لعبةً لينة للأطفال وقد حظيت بشعبية كبيرة في جنوب الولايات المتحدة والمملكة المتحدة وجنوب إفريقيا وأستراليا في السبعينيات. تتميز الدمية ببشرة سوداء ، وعينان مشطوفة باللون الأبيض وشفاه حمراء مبالغ فيها وشعر مجعد. وبدءًا من القرن العشرين عُدت الكلمة إهانة عنصرية للسود.

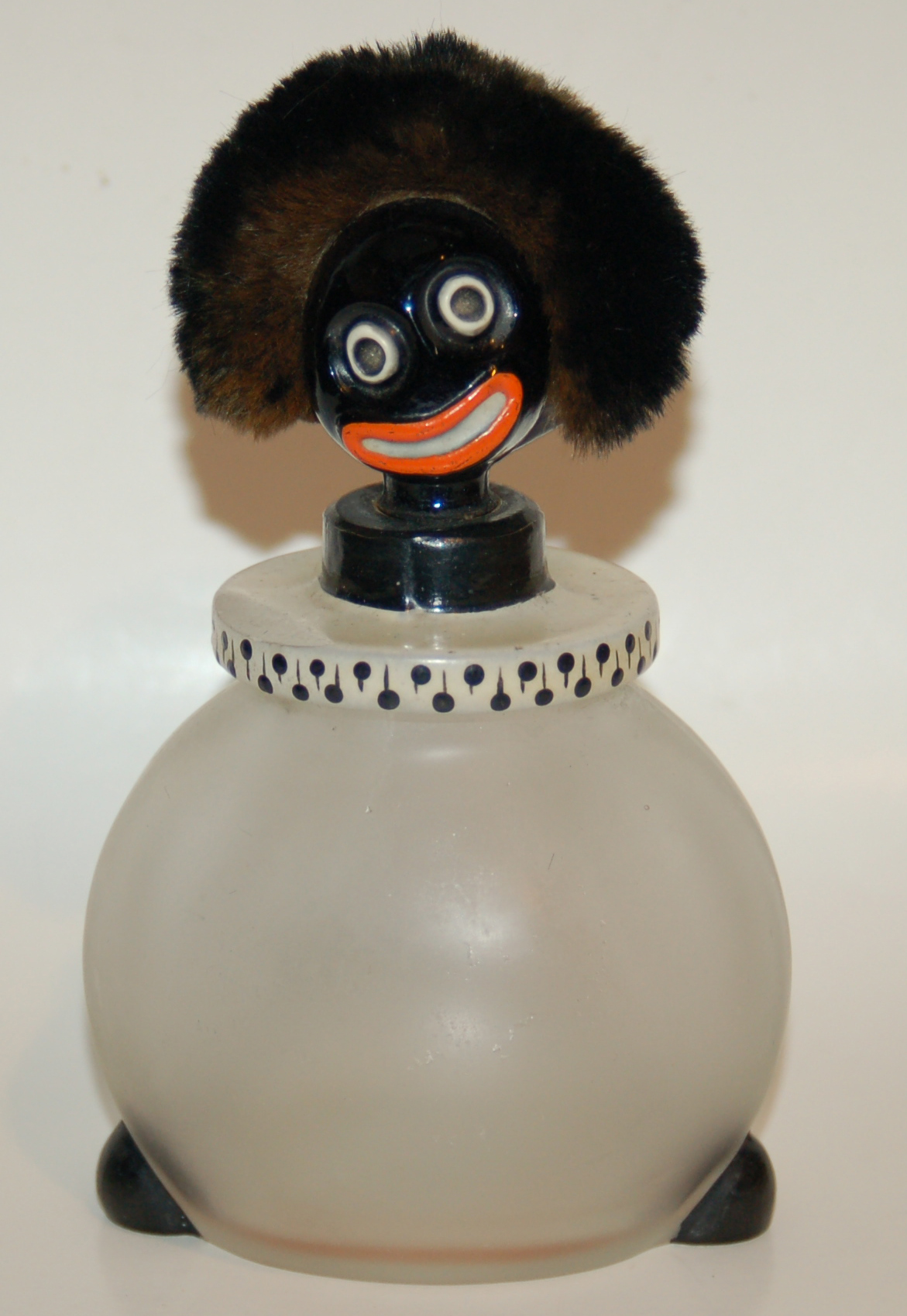
زجاجة عطر غلوغ من عشرينيات القرن الماضي